# Kanton Léré
Kanton Léré (francouzsky Canton de Léré) je francouzský kanton v departementu Cher v regionu Centre-Val de Loire. Tvoří ho sedm obcí.

## Obce kantonu
- Belleville-sur-Loire
- Boulleret
- Léré
- Sainte-Gemme-en-Sancerrois
- Santranges
- Savigny-en-Sancerre
- Sury-près-Léré